# アイタペの戦い
アイタペの戦い（アイタペのたたかい）は、第二次世界大戦中のニューギニア戦線における日本軍対オーストラリア軍とアメリカとの間の戦闘である。パプアニューギニア北岸のアイタペ東方において、1944年7月10日から同年8月上旬まで行われた。オーストラリアとアメリカの連合国軍側が勝利した。

## 背景

### 飛び石作戦と第18軍の遊兵化
日本陸軍の第18軍（司令官：安達二十三中将）は、ニューギニア東部のウェワク地区に、指揮下の3個師団全てを初めて集結し、連合軍の進攻を迎撃する態勢を整えつつあった。ところがフィリピンを目指して西進する連合軍は1944年4月、飛び石作戦でウェワクを放置して、ウェワクの西約350Kmのホーランジアに進攻した（ホーランジアの戦い）。同時にホーランジアとウェワクの間のアイタペ（ウェワクの西約200Km）にも連合軍は上陸し、陸軍2000人と海軍200人の日本軍守備隊を壊滅させた。第18軍は、連合軍の後方に取り残され、戦略的な存在価値を失うこととなった。
そこで安達中将は、アイタペを攻撃して連合軍のさらに西への進撃を妨害することを目的とした作戦を計画し、計画は猛作戦（もうさくせん）と命名された。安達の直属上司である第2方面軍司令官の阿南惟幾大将はこの計画を支持した。これに対して大本営や南方軍は第18軍が現地持久によって戦力を温存することを期待しており、6月20日には、大本営は第18軍を第2方面軍指揮下から南方軍直属へ移し、「東部ニューギニア方面の要域に於いて持久を策し、以って全般の作戦遂行を容易ならしむべし」と命じて、積極行動の停止を促した。ところが、補給の途絶えたウェワク地区では日本軍54000人（インド人部隊などを含む）と現地人15000人という人口を養うことは不可能と判断され、備蓄食料は定量の1/4支給でも2カ月分しかなかった。こうした状況から第18軍は、激しさを増す連合軍の反攻作戦を牽制し、全般的戦局に影響を与えるためにも、絶望的な状況にもかかわらず食料の枯渇する前に敢えてアイタペ攻撃を実行することを決定した。
第18軍は編制上は3個師団を有したが、実戦力ははるかに低く、作戦成功は当初から困難と予想されていた。第51師団はビスマルク海海戦とラエの戦いで、第20師団はフィンシュハーフェンの戦いで損耗し、日常的な空襲と艦砲射撃による消耗もあって、一定の戦闘能力を保持しているのは第41師団の一部のみであった。兵士はみな骨と皮の栄養失調者で、軍服は擦り切れ、軍靴は破れ、加えてほぼ全員がマラリアや赤痢の既往症者であった。

### 暗号通信傍受による迎撃
アメリカ第6軍司令官ウォルター・クルーガー中将の指揮する連合軍は、アイタペを占領したアメリカ軍の第32歩兵師団の一部および第112騎兵連隊戦闘団を、アイタペ＝ウェワク間のドリニュモール川（日本軍呼称：坂東川。アイタペ東方30km）付近に布陣させていた。
この頃のアメリカ陸軍は、日本の第20師団から鹵獲した暗号書・乱数表により、ニューギニア方面の日本陸軍暗号通信を容易に復号できる態勢にあった。そのため、アメリカ陸軍は、日本の南方軍が6月1日に発信した潜水艦による作戦物資緊急輸送の要請電文や、第18軍が6月20日に発信した電文を傍受し、日本側のアイタペに対する攻撃計画を事前に察知することができた。このアイタペ戦における暗号復号は、ウルトラ情報（en）による事前警告の最大の成功例とも言われる。
日本軍の攻撃計画を知らされた第6軍は、第32歩兵師団の残部、第124連隊戦闘団（第31歩兵師団より抽出）、第43歩兵師団を順に急派するよう指示した。この増援部隊の到着によって、アイタペ周辺のアメリカ軍は合計で2個と3分の2師団の兵力に増強された。

## 戦闘経過

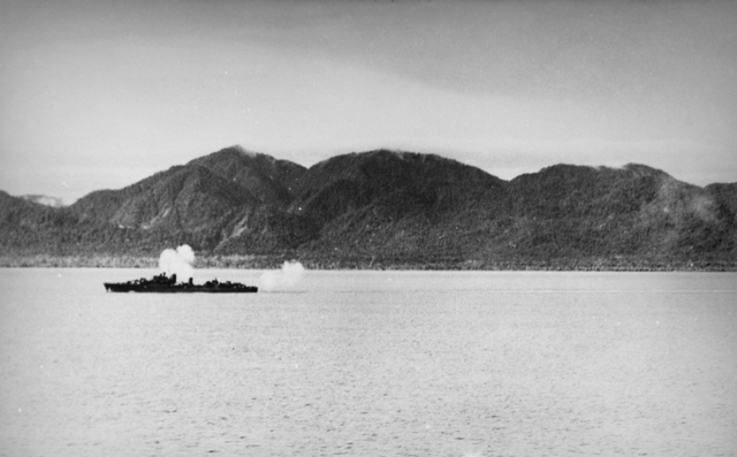
日本軍陣地に対し艦砲射撃をするオーストラリア駆逐艦アランタ（1944年7月）

1944年6月、日本軍は、ドリニュモール川河畔（日本軍呼称：川中島）での戦闘を予定し、前進を開始した。参加兵力35000人のうち20000人だけを戦闘要員として安達中将が率い、残る15000人（本来の輜重兵7000人のほか第41師団主力など）は物資輸送に充てられた。しかし、作戦実施のための前線への物資輸送は全く進捗せず、自動車道路の構築も試みられたが、雨期のため実用不可能であり、大発動艇などの各種舟艇を用いた海上輸送も航空機や魚雷艇の攻撃により、困難を極めた。また連合国軍は、オーストラリア海軍の重巡『オーストラリア』と軽巡2隻を基幹とする第74任務部隊により、6月14日から24日にかけて日本軍の兵站線に艦砲射撃を行い、それと並行して激しい空襲も行った。そのため、日本軍の物資前送や、後続部隊の移動はさらに困難となった。それでも、日本軍は第20師団を先鋒に前進し、アメリカ軍の前哨拠点を撃破しつつドリニュモール川まで10kmに迫った。
7月10日21時30分、物資集積が不十分なまま、日本軍はドリニュモール川の渡河攻撃を開始した。なけなしの砲弾による10分間の準備射撃の後、第20師団と歩兵第237連隊（第41師団所属）が河口から3km上流の渡河点を渡河し前進した。この時点で川沿いのアメリカ軍は3個大隊に過ぎず、日本軍は渡河点を守っていた第128連隊第2大隊の陣地を突破して、食糧などを鹵獲した。日本の歩兵第237連隊はアメリカ軍を海岸へ圧迫、第20師団は上流側に旋回して川沿いのアフア陣地を包囲した。緒戦の戦果に、第18軍司令部ではうまくいくかもしれないという期待が広がった。
アメリカ軍の第32師団の副師団長は防衛ラインを西に移動しようとしたが、クルーガー少将はドリニュモール川の防衛ラインの維持を決定した。
7月13日以降アメリカ軍の増援は続々戦場へ到着し、河畔において両軍が激しい戦闘となった。日本軍の重火器はわずかに山砲20門程度であったのに対し、アメリカ軍を主力とする連合国軍は戦車や200門以上の火砲を有し、航空支援もあって優勢だった。15日にはアメリカ軍は渡河点を奪回し、日本の歩兵第237連隊は川向こうに取り残されてしまう。17日に日本軍は歩兵第239連隊で渡河点の再奪取を試みるが撃退され、歩兵第237連隊は22日までに壊滅状態となって対岸から撤退した。
日本軍は、第41師団の後続部隊とアイタペ突入用の予備隊だった歩兵第66連隊を投入した。両部隊はジャングル内を南に大きく迂回して、8月1日からアフア陣地攻撃を開始した。
アフアのアメリカ軍は歩兵が日本軍を引きつけて激しく応射した後に陣地を放棄して後退し、進出してきた日本軍に陣地ごと砲撃を加えると言う戦術を繰り返しおこなった。
日本軍はアフアの戦いにおいて米軍の評するところ「自己の生存を全く無視した」攻撃を続けたが、おびただしい戦死者を出して失敗に終わった。
8月4日、日本軍の各歩兵連隊の戦力は100名以下にまで損耗し、アイタペの戦いに投入された7個連隊の生存者全てを合わせても1個大隊程度の人数になった。第20師団の歩兵第78連隊は人員の97%を、歩兵第80連隊は95%を失い、第41師団の第239連隊は文字通りの全滅となった。
弾薬も食料も尽きた状態となり、安達中将は作戦中止を決定した。日本軍は撤退を開始し、8月10日頃までにドリニュモール川付近での戦闘は終わった。

## 結果

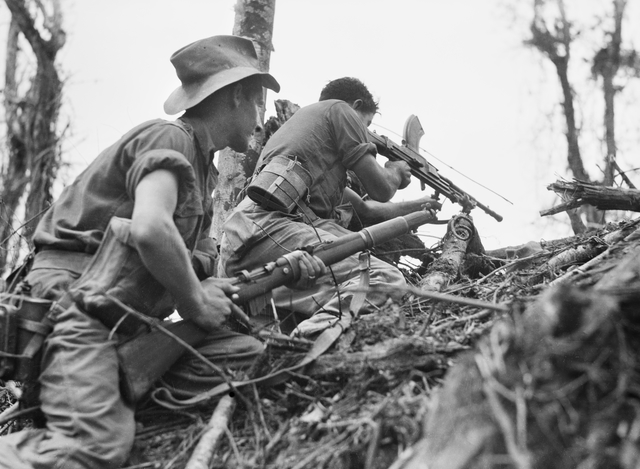
ウェワク地区で日本軍陣地を攻撃するオーストラリア兵（1945年6月）

日本軍は大きな打撃を受けて敗退した。『戦史叢書』によれば、本作戦による日本の第18軍損害は約9000名だった。1944年7月10日から8月5日までの戦闘で、日本軍は1万3000名が戦死したとの説もある。アメリカ軍の戦死者は450名、戦傷者は2,550名であった。
ウェワクまでの撤退路は“白骨街道”や“銀バエ街道”と呼ばれた。
これ以降、安達中将はウェワクでの持久戦に方針を転換したが、それは多数の戦死者により十分な食糧確保が可能になったからであるため、アイタペの戦いは「口減らしの作戦」だとの批判もあった。アイタペの戦いの目的が「口減らし」であったとは当時この戦いに参加した第18軍将兵の間でも噂になっていた。

## その後の戦闘
アイタペの戦い後、アメリカ軍と交代したオーストラリア軍は、オーストラリア第6師団を主力として追撃戦を行った。第6師団隷下の第19旅団はジャングル戦闘の専門訓練を受けていた。日本軍に大規模な反撃を行う戦力は残っておらず、アレキサンダー山脈に後退しつつ、小部隊による夜襲を反復して応戦した。
安達中将は飢餓による全滅を避けるためウェワクの残留部隊の一部をセピック川流域の地域に分散させた。1945年5月にはオーストラリア軍がウェワクに侵入、日本軍を内陸部へと追い込んだ。
内陸部に分散した日本軍将兵は飢餓に苦しみ、日本兵が日本兵や現地人を襲って食べる人肉食事件が発生したと言われる。第41師団は1944年11月18日に「人肉（敵のそれは除外する）を人肉と知りつつ食したる者は人間が犯す罪のなかでは最悪のものに当たることから死刑に処す」という命令書を出したことが確認されている。
過酷な環境に耐えかねて日本軍としては珍しい集団投降をする部隊も発生した（竹永隊の降伏）。ウェワク地区での状況はドキュメンタリー映画の『ゆきゆきて、神軍』にいくつかの証言が記録されている。
オーストラリア軍の追撃戦は終戦まで続いた。食糧不足と病気により日本軍将兵は次々と死亡し、終戦頃の第18軍所属将兵の生存者は、第20師団が約1700人、第41師団が1200人、第51師団は4300人、その他を合計して約13000人だった。追撃戦におけるオーストラリア軍の損害も死傷1600人に上り、戦略的に無意味な損害を生じさせたとして士気の低下を招いた。
第18軍主力の食料・弾薬は1945年9月までには尽き果てると予想され、8月10日に全員玉砕の決意を送信した後に無線機を破壊していたが、玉砕前に終戦となった。
9月13日、東部ニューギニアの日本軍はオーストラリア軍に対して降伏し、武装解除の後ウェワク沖合いのムッシュ島に収容された。収容された陸海軍将兵の人数は諸説あるが第一復員局資料課は1万1,731名と記録している。日本政府はニューギニアの惨状に配慮し復員船を優先的に送ったとされる。ムッシュ島には11月末に第一次の復員船「鹿島」が到着し、将兵は順次日本へ帰国した。この間にもムッシュ島では、祖国へ帰る日を待ちわびながら多くの日本兵が衰弱し息を引き取った。1946年1月末に最後の復員船「鳳翔」がウェワクを出航し、復員を完了した。
安達中将はウェワクからの復員を見届けた後、戦犯容疑によってラバウルに送られ、BC級戦犯として無期懲役の刑で服役中の1947年9月10日に部下の将兵に“人として堪へ得る限度を遥かに超越せる克難敢闘を要求”したことへの謝罪を述べた遺書をしたためた後に自決した。